# The Fake Sound of Progress
The Fake Sound of Progress är ett musikalbum av rockgruppen Lostprophets

## Låtlista
1. Shinobi vs. Dragon Ninja
2. The Fake Sound of Progress
3. Five Is a Four Letter Word
4. ...And She Told Me to Leave
5. Kobrakai
6. The Hansome Life of Swing
7. A Thousand Apologies
8. Still Laughing
9. For Sure
10. Awkward
11. Last summer
12. Ode to Summer

Tillgängliga endast i den Japanska versionen
1. The Lession Pt. 1
2. Directions